# Дисенский повет (1921—1940)
Дисенский повет (пол. Powiat dziśnieński, бел. Дзісенскі павет, транслит. Dzisjenski pavjet) — административно-территориальная единица Виленского воеводства Польской Республики. Административный центр — город Глубокое.

## История
Бывший уезд Виленской губернии Российской империи. С 1919 года оккупирован польскими войсками. С 24 октября 1919 года в составе Виленского округа Гражданского руководства восточных земель под польской администрацией. Временной усадьбой властей стало Глубокое. С 7 ноября 1920 года под Управлением прифронтовых и этапных территорий, в состав новосозданного Дуниловичского уезда переданы гмины Поставы и Луцк.
В 1921 году повет отошел к Польше в ходе Рижского мирного договора. С 19 февраля 1921 года в составе Новогрудского воеводства. 13 апреля 1922 года повет передан в состав Виленской земли, с которой 20 января 1926 года создано Виленское воеводство.
После объединения Западной Белоруссии с БССР Дисенский повет с декабря 1939 года в составе Виленской области. 15 января 1940 года упразднен, территория разделена на районы
Состоял из 21 деревенской гмины, 2 городов и 1 местечка.

## Административное деление

### Гмины
- Богино[7] — усадьба Богино
- Черессы[7] — усадьба Черессы
- Черневичи — усадьба Черневичи
- Друя[7] — усадьба Друя
- Глубокое[8] — усадьба Глубокое
- Германовичи — усадьба Германовичи
- Язно — усадьба Язно
- Ёды[7] — усадьба Ёды
- Леонполь[7] — усадьба Леонполь
- Лужки — усадьба Лужки
- Миколаево — усадьба Миколаево
- Миоры[7] — усадьба Миоры
- Новый Погост[7] — усадьба Новый Погост
- Орехово[9] — усадьба Орехово
- Плиса — усадьба Плиса
- Прозороки — усадьба Прозороки
- Перебродье[7] — усадьба Перебродье
- Стефанполь — усадьба Стефанполь
- Шарковщина[10] — усадьба Козловщина
- Верхнее[11]. — усадьба Верхнее
- Залесье — усадьба Залесье
- Тумиловичи[12] — усадьба Тумиловичи
- Докшицы[12] — усадьба Докшицы
- Порплище[12] — усадьба Порплище
- Парафьяново[12] — усадьба Парафьяново

### Города
- Дисна
- Глубокое

### Местечко
- Друя

## Население
Население (1919) — 193 263 человек, из них поляков 38,6 %, белорусов 24,0 %, евреев 2,7%, других национальностей (в основном русских) 33,7%. На территории уезда находилось 3118 населенных пунктов, из которых 3 имели более 1 тыс. жителей. Крупнейшим из них была Дисна, в которой проживали 4445 человек.

## Сноски
1. ↑  Dz. Urz. ZCZW z 1919 r. Nr 26, poz. 276
2. ↑  Dz. Urz. ZTPiE z 1920 r. Nr 3, poz. 24
3. ↑  Дзісенскі павет // Энцыклапедыя гісторыі Беларусі. У 6 т. Т. 3: Гімназіі — Кадэнцыя / Рэдкал.: Г. П. Пашкоў (гал. рэд.) і інш.; Маст. Э. Э. Жакевіч. — Мн. : БелЭн, 1996. — 10 000 экз. — ISBN 985-11-0041-2.
4. ↑  Dz. U. z 1921 r. Nr 16, poz. 93
5. ↑  Dz. U. z 1922 r. Nr 26, poz. 213
6. ↑  Dz. U. z 1926 r. Nr 6, poz. 29
7. 1 2 3 4 5 6 7 8  1 января 1926 года передана в состав Браславского повета (Dz. U. z 1925 r. Nr 67, poz. 472)
8. ↑  1 апреля 1929 в состав гмины переданы 11 населенных пунктов из гмины Норица Поставского уезда (Dz. U. z 1929 r. Nr 14, poz. 119)
9. ↑  1 апреля 1923 года упразднена, территория присоединена к гмине Прозороки (Dz. U. z 1923 r. Nr 28, poz. 172)
10. ↑  1 апреля 1929 в состав гмины переданы 5 населенных пунктов из гмины Козловщина Поставского повета (Dz. U. z 1929 r. Nr 14, poz. 119)
11. ↑  1 апреля 1929 года из состава гмины 19 населенных пунктов переданы в состав гмины Козловщина Поставского повета (Dz. U. z 1929 r. Nr 14, poz. 119). Упразднена 11 апреля 1929 года, территория присоединена к гминам Глубокое, Залесье и Козловщина (Dz. U. z 1929 r. Nr 22, poz. 224)
12. 1 2 3 4  1 января 1926 года передана из состава Поставского повета (Dz. U. z 1925 r. Nr 67, poz. 472)